# Markóc
Markóc là một thị trấn thuộc hạt Baranya, Hungary. Thị trấn này có diện tích 5,79 km², dân số năm 2010 là 54 người, mật độ 9 người/km².